# Щербович-Вечор, Людомир-Людвик

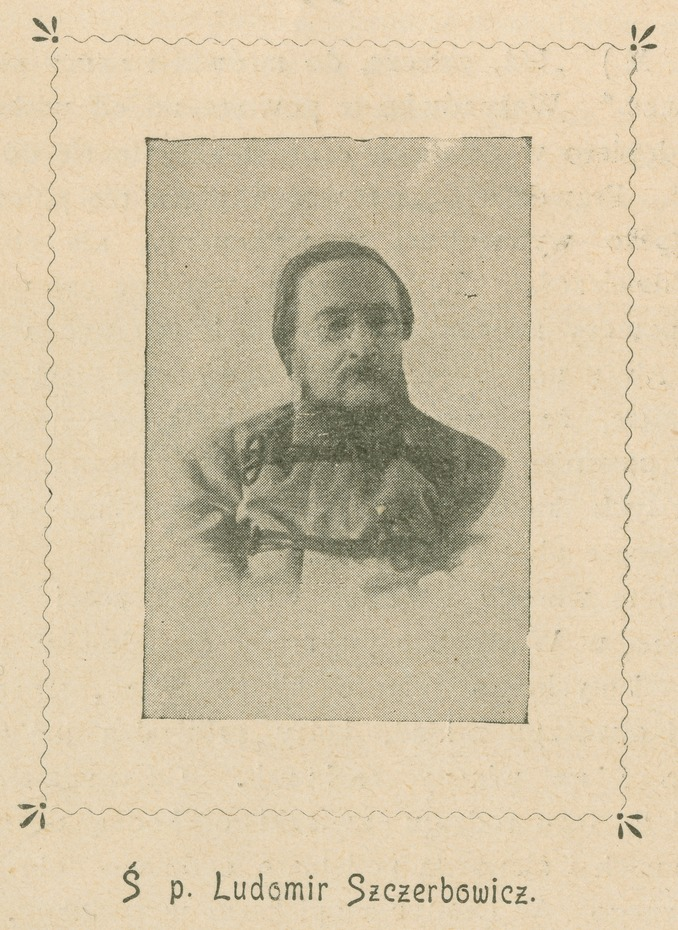
Людомир Щербович-Вечор

Людомир-Людвик Щербович-Вечор (пол. Ludomir-Ludwik Szczerbowicz-Wieczór; 1842, Минская губерния Российская империя — 1899) — польский писатель
, журналист, педагог.

## Биография
Высшее образование получил в 1864 году в Московском университете. Работал учителем гимназии в различных городах Царства Польского, преподавал в университете греческую литературу. Был сотрудником варшавский и плоцких изданий, журнала Kłosy.
Занимался литературным творчеством.

## Избранные сочинения
- «Eurypides nieprzyjaciel kobiet» (1868);
- «Parmenides filozof z Elei» (1869);
- «Sztuka kochania, studyjum z literatury rzymskiej» (1872);
- «Zagadnienia i kierunki» (1874);
- «Kilka kwestyj» (1875);
- «Dzieje starożytne w opowiadaniach dla młodzieży» (1878—1880)